# Lex Lang
Lex Lang (Hollywood, 12 novembre 1965) è un doppiatore e direttore del doppiaggio statunitense.

## Biografia
Lex Lang è nato a Hollywood il 12 novembre 1965 e ha iniziato a recitare all'età di 7 anni, col tempo ha presentato il suo programma radiofonico. Durante gli anni del liceo ha partecipato a vari spettacoli teatrali a Scottsdale in Arizona. Ha intrapreso la carriera da doppiatore nel 1996, ha doppiato numerosi personaggi noti, come il Dr. Neo Cortex nella serie di Crash Bandicoot in sostituzione di Clancy Brown, e Goemon Ishikawa XIII nel franchise di Lupin III. È sposato dal 2004 con la collega doppiatrice Sandy Fox.

## Doppiaggio

### Serie televisive anime
- Voci aggiuntive in Street Fighter II V, Fushigi yûgi, Tokyo Revelation
- Goemon Ishikawa XIII in Lupin III
- Zagato e altri in Magic Knight Rayearth
- Hiko Seijuro in Kenshin - Samurai vagabondo
- Teuchi, Tsubasa, Hayate Gekko, Jigumo Fuma e altri in Naruto
- Musashi "Johnny" Miyamoto e altri in Samurai Champloo
- Ishimatsu in Inferno e paradiso
- Marechiyo Omaeda in Bleach
- Anjuro "Angelo" Katagiri in Diamond Is Unbreakable
- Suguru Geto in Jujutsu kaisen - Sorcery Fight
- Son Goku e Goku Black in Dragon Ball Super
- Personaggi vari in One-Punch Man

### Serie televisive d'animazione
- Narratore in South Park
- Barry e poliziotto in Regular Show
- Ronnie Lox in ChalkZone

### Videogiochi
- Dr. Neo Cortex in Crash Twinsanity, Crash Tag Team Racing, Crash: Il dominio sui mutanti, Skylanders: Imaginators, Crash Team Racing Nitro-Fueled, Crash Bandicoot 4: It's About Time, Crash Bandicoot: On the Run!
- Grim Creeper in Skylanders: Swap Force, Skylanders: Trap Team, Skylanders: SuperChargers e Skylanders: Imaginators
- Son Gohan in Dragon Ball: Final Bout
- Ian Solo in Star Wars: Battlefront II
- Spyglass in Titanfall
- Voci aggiuntive in Final Fantasy XI, World of Warcraft, God of War, The LEGO Movie 2 Videogame